# A History of Chess
A History of Chess é o título de um livro sobre a história do enxadrismo, escrito por H. J. R. Murray e publicado pela primeira vez em 1913. A obra atualmente é considerada uma das principais fontes históricas para os estudiosos da história do enxadrismo. Em 2005, uma primeira edição do livro em bom estado de conservação estava sendo vendida por cerca de £ 400 no Reino Unido.

## Características
Os objetivos de Harold Murray foram apresentar o mais completo registro possível das variantes do xadrez que existem ou já existiram em diferentes partes do mundo; investigar as origens destes jogos e as circunstâncias que envolveram a invenção do xadrez; e traçar o desenvolvimento do jogo moderno desde a primeira aparição de seu ancestral, o chaturanga, no início do século VII. 
A primeira parte da obra descreve a história das variantes asiáticas do xadrez, a literatura árabe e persa sobre o enxadrismo, e a teoria e a prática do Xatranje. A segunda parte trata no enxadrismo na Europa durante a Idade Média, seu papel na literatura e no ensino da ética, indo até o início do enxadrismo moderno no século XIX.